# 5030 Gyldenkerne
5030 Gyldenkerne (1988 VK4) là một tiểu hành tinh vành đai chính được phát hiện ngày 3 tháng 11 năm 1988 bởi Poul Jensen ở Brorfelde.